# Павленко, Стефан Макарович

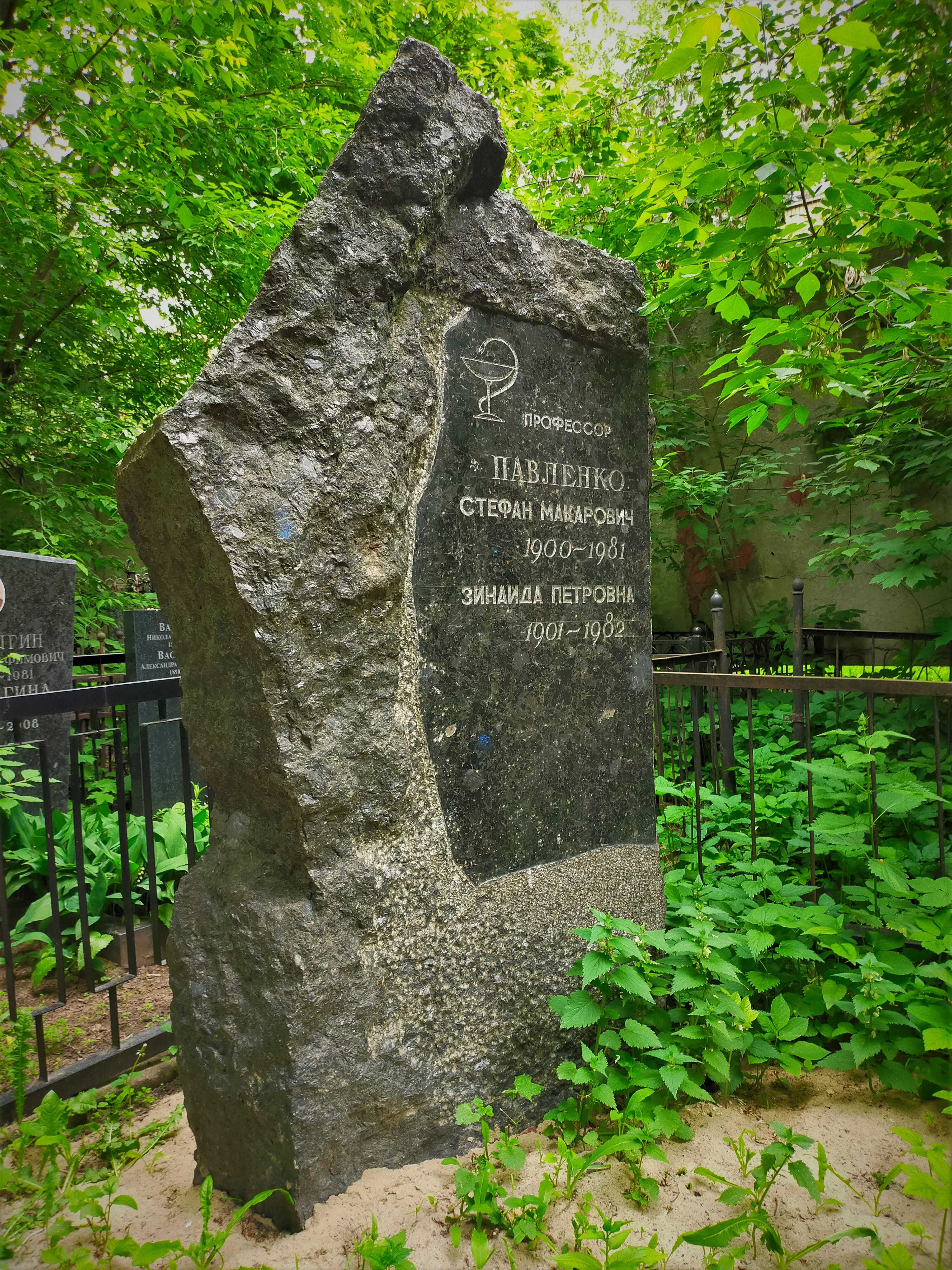
Могила С. М. Павленко на Введенском кладбище

Стефан Макарович Павленко (1900—1981) — советский патофизиолог, доктор медицинских наук (1936), профессор (1933), член КПСС с 1937 г. Был одним из организаторов Московского Общества патофизиологов (1946) и первым председателем Всесоюзного общества патофизиологов. Развивал представления о саногенезе и предболезни, изучал роль нервно-рефлекторных механизмов в патогенезе гемо-трансфузионного шока. Опубликовал свыше 200 научных работ, в том числе 2 учебника по патологической физиологии.
Похоронен на Введенском кладбище в Москве.

## Награды и звания
- Заслуженный деятель науки РСФСР (1961)